# Arifwala
Arifwala é uma cidade do Paquistão localizada na província de Punjab.